# Abbaye de Bonnecombe (Izeaux)
Pour les articles homonymes, voir Bonnecombe.
Cet article possède un paronyme, voir Abbaye Notre-Dame de Bonnecombe.
L'abbaye de Bonnecombe est un ancien monastère cistercien fondé en 1150. Situé à Saint-Paul-d'Izeaux, le monastère est déplacé à Beaurepaire en 1667. À la Révolution, l'abbaye est dissoute.

## Localisation
Le site originel de l'abbaye est situé dans la vallée de la Ravageuse, plus précisément dans la combe dite « de l'abbaye », à l'est de Saint-Paul d'Izeaux, à environ 550 mètres d'altitude.

## Histoire

### Fondation
L'abbaye est fondée vers 1150, et se place dans la filiation de l'abbaye de Bonnevaux.

### Moyen Âge
L'abbaye est suffisamment florissante pour que les religieuses d'Izeaux aient, sinon directement fondé, du moins participé à la fondation de l'abbaye du Betton, dans la combe de Savoie,.

### Transfert
En 1633, les sœurs cisterciennes reçoivent de Louis XIII l'autorisation de déplacer leur établissement à Beaurepaire, mais il semble que ce transfert n'eut lieu qu'en 1667. À cette date, elles sont au nombre d'une vingtaine. Il semble qu'à cette occasion les sœurs aient suivi la réforme initiée par Louise du Ballon et Louise de Ponsonnas, et aient choisi de s'affilier aux monastères des bernardines réformées.
L'abbaye compte en 1700 quinze religieuses et une sœur converse, mais ce nombre tombe à dix religieuses en 1741. En 1752, l'abbaye possède environ trois mille livres de rente.

### Dissolution
L'abbaye royale de Beaurepaire est dissoute à la Révolution. Le 19 février 1791, la visite des administrateurs révèle la présence de huit religieuses et une sœur converse Les bâtiments sont récupérés par la commune qui en fait l'actuelle mairie.

## Filiation et dépendances
Bonnecombe est fille de l'abbaye de Bonnevaux.

## Liste des abbesses connues
- Matelline de Châteauneuf : attestée en 1294 ;
- Jeanne Garcin : attestée en 1440 ;
- Aymarde de Corbel : attestée en 1530 ;
- Jeanne de Feugières : attestée en 1548 et 1551[11] ;
- Louise de Magdelegme : attestée en 1568 et 1584 ;
- Hélène de Grôlée : à la fin du XVIe et au début du XVIIe siècle ;
- Françoise de Grôlée (sœur de la précédente) : attestée en 1607 ;
- Hélène de Grôlée (nièce des précédentes) : attestée en 1634 et 1646 ;
- Françoise de Grôlée de Montbreton (cousine de la précédente)[12] ;
- Hélène de Grôlée de Montbreton (sœur de la précédente) : attestée en 1656 et 1687 ;
- Marguerite-Séraphine de Musy : attestée en 1690 et 1694 ;
- Madeleine de Buffevant : attestée en 1701 et 1707 ;
- Marie-Anne de Clermont de Chaste de Gessans : attestée en 1727 et 1732[13]  ;
- Catherine de Clermont de Chaste de Gessans : attestée entre 1735 et 1772 ;
- Marguerite de Monteynard : abbesse en 1772 ;
- Antoinette-Catherine de Fay de Maubourg : de 1774 à 1791.